# Robert Brieger

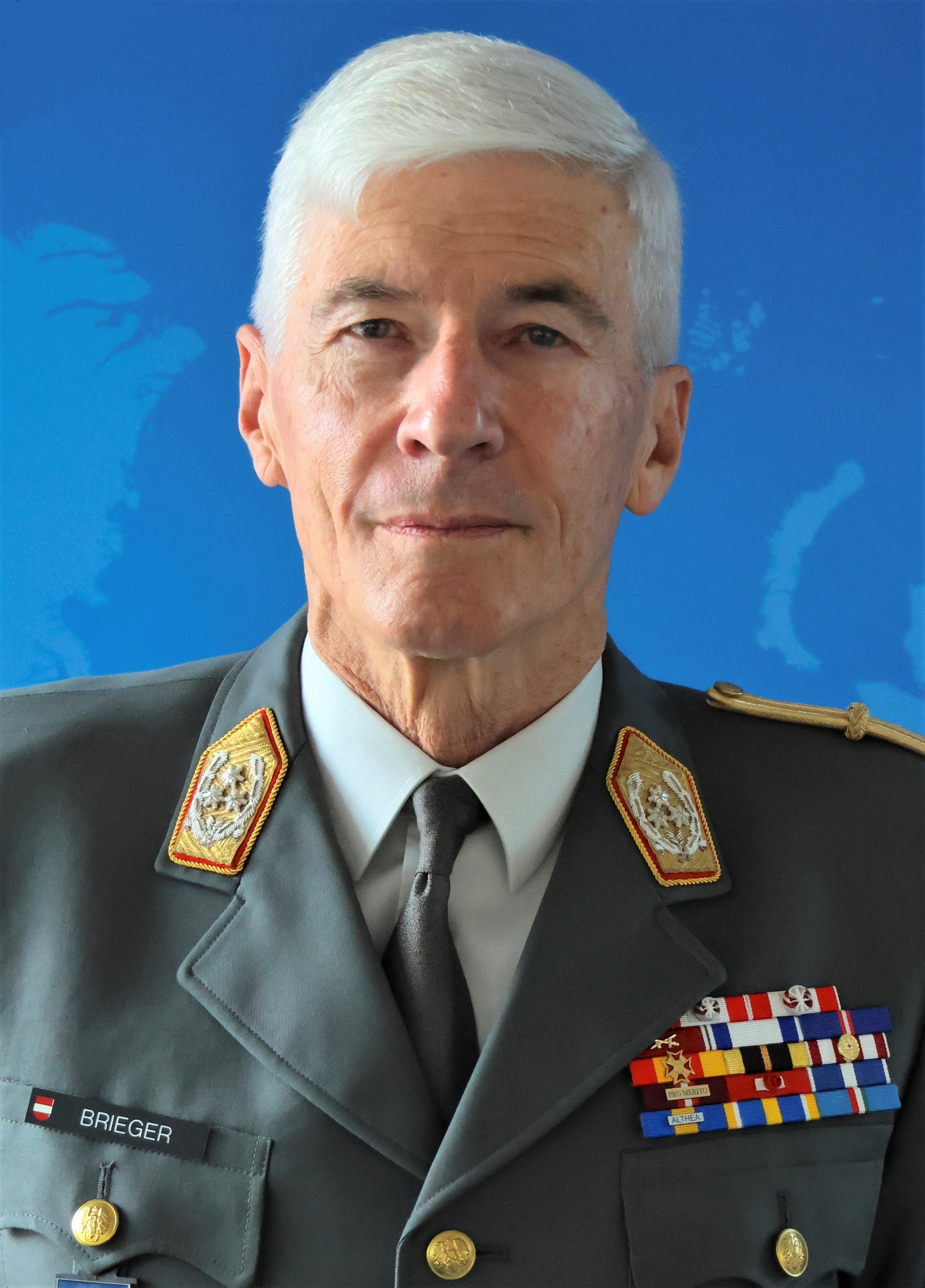
General Robert Brieger (2024)

Robert Brieger (geboren am 21. November 1956 in Wien) ist ein Offizier des österreichischen Bundesheeres und hat den Dienstgrad eines Generals. Er war vom 16. Mai 2022 bis zum 1. Juni 2025 Vorsitzender des Militärausschusses der Europäischen Union (CEUMC). Von 2018 bis 2022 war Brieger Generalstabschef des Österreichischen Bundesheeres.

## Frühe Laufbahn und Ausbildung
Im Jahr 1975 rückte Robert Brieger nach der Matura zum österreichischen Bundesheer ein und begann seinen Präsenzdienst. Er absolvierte von 1976 bis 1979 die Theresianische Militärakademie in Wiener Neustadt und spezialisierte sich auf die Waffengattung Panzer. Im Anschluss diente er als Kommandant eines Aufklärungszuges in Mautern an der Donau und später als Fernmeldeoffizier sowie Kompaniekommandant in Zwölfaxing. Von 1985 bis 1988 absolvierte er den Generalstabslehrgang an der Landesverteidigungsakademie in Wien.

## Aufstieg und internationale Führungserfahrung
Nach seiner Ausbildung nahm Brieger zunehmend verantwortungsvollere Positionen ein. Er diente als Stabschef der 9. Panzergrenadierbrigade in Götzendorf und war zwölf Jahre lang für die militärstrategische Führung sowie die Planung und Vorbereitung der Einsätze des Bundesheeres im In- und Ausland in verschiedenen Leitungsfunktionen im Verteidigungsministerium verantwortlich.
Brieger kann auf eine langjährige Auslandserfahrung verweisen. Er absolvierte Kurse an der Führungsakademie der Bundeswehr, an der NATO-Schule in Oberammergau und am NATO Defense College in Rom. Er war Kommandant des österreichischen Kontingents im Rahmen der NATO-Mission im Kosovo (KFOR). Er spielte auch eine zentrale Rolle in internationalen Missionen, als er von 2011 bis 2012 die EU-Mission Operation Althea in Bosnien und Herzegowina als Force Commander leitete, wo er 1.700 Soldatinnen und Soldaten aus insgesamt 25 Nationen führte.

## Führungsrolle im österreichischen Bundesheer
Zwischen seinen Auslandseinsätzen war Brieger Leiter der Gruppe Einsatzgrundlagen und verantwortlich für die Planung der österreichischen Beteiligung an der EU-Mission im Tschad. 2016 wurde er Leiter der Gruppe Logistik, bevor er 2017 Stabschef des Verteidigungsministers wurde.
Im Juli 2018 wurde Brieger zum Generalstabschef des österreichischen Bundesheeres ernannt und trat die Nachfolge von Othmar Commenda an.

## Militärpolitische Ansichten und Reformpläne als Generalstabschef
Brieger gilt als traditionsverbunden und rechtskonservativ, jedoch parteipolitisch unabhängig. Er setzte sich während seiner Amtszeit für eine signifikante Stärkung des Bundesheeres ein. Unter anderem forderte er eine Erhöhung des Heeresbudgets auf drei Milliarden Euro jährlich und plädierte für Investitionen in die Luftraumüberwachung, die Hubschrauberflotte und den Schutz der Soldaten. Zudem sprach er sich für die Verlängerung des Grundwehrdienstes von sechs auf acht Monate aus.
Er kritisierte die aus seiner Sicht zu starke Fokussierung des Heeres auf Katastrophenhilfe und Assistenzleistungen und betonte die Notwendigkeit, die eigentliche verfassungsmäßige Aufgabe der Landesverteidigung wieder stärker in den Mittelpunkt zu rücken. Brieger forderte ein eindeutiges Bekenntnis zur militärischen Kernaufgabe; den erheblichen Nachrüstungsbedarf des Bundesheeres machte er mit dem 2019 veröffentlichten „Appell für eine effektive Landesverteidigung“ bekannt.
Nach 2024 bekannt gewordenen Chats dürfte Brieger politisch der FPÖ zugerechnet werden. Beobachter in den Medien gehen davon aus, dass Brieger seine Beförderung durch Mario Kunasek und die Bundesregierung Kurz I seiner Nähe zur FPÖ verdankt. Heeresminister anderer Parteien hätten vermutlich andere Kandidaten bevorzugt, wobei in diesem Zusammenhang konkrete Namen kolportiert werden. Zusätzliche Kritik kommt auf Brieger zu, seit bekannt wurde, dass er sich in einer großen Zahl von Facebook-Kontakten eines pensionierten Polizisten befindet, der als Holocaustleugner auffiel.
In einer seiner ersten Stellungnahmen als Generalstabschef zeigte sich Brieger auf einer Linie mit der FPÖ, indem er „Massenmigration“ als die „größte gegenwärtige Bedrohung“ für Österreichs Sicherheit identifizierte.

## Vorsitzender des Militärausschusses der Europäischen Union
Am 19. Mai 2021 wurde Brieger von den EU-Mitgliedsstaaten zum Vorsitzenden des Militärausschusses der Europäischen Union (European Union Military Committee kurz EUMC) gewählt. Das EUMC ist das höchste militärische Gremium innerhalb des Rates der EU. Es besteht aus den Generalstabschefs der EU-Mitgliedstaaten, die von ihren ständigen militärischen Vertretern repräsentiert werden. Brieger trat das Amt als Vorsitzender des EU Militärausschusses am 16. Mai 2022 für eine reguläre Amtszeit von drei Jahren an. In dieser Funktion ist er für die militärische Beratung des Hohen Vertreters der EU für Außen- und Sicherheitspolitik sowie des Politischen und Sicherheitspolitischen Komitees (PSC) der EU verantwortlich. Er spielt eine zentrale Rolle bei der Koordinierung der militärischen Aspekte von EU-Missionen und der Entwicklung der Sicherheits- und Verteidigungspolitik der EU. Am 1. Juni 2025 folgte General Seán Clancy Brieger in diesem Amt.

## Auszeichnungen
Brieger wurde im Laufe seiner Karriere mit zahlreichen nationalen und internationalen Auszeichnungen geehrt, darunter:
- Großes Goldenes Ehrenzeichen für Verdienste um die Republik Österreich
- Großes Ehrenzeichen für Verdienste um die Republik Österreich
- Einsatzmedaille des Bundesheeres für Militärische Landesverteidigung
- Kommandeur der Französischen Ehrenlegion[31]
- NATO-Medaille für den Kosovo
- Ehrenritter St.-Georgs-Ordens
- EU Common Security and Defence Policy Service Medal
- The Pennsylvania Meritorious Service Medal
- Hungarian „For Alliance“ Medal[32]

## Privates
Robert Brieger ist verheiratet mit seiner Frau Isabella. Gemeinsam haben sie drei Kinder.